# Гейдельбергский диспут
Гейдельбергский диспут (Heidelberg Disputation) был важным событием в истории Реформации и развития протестантизма. Он состоялся в апреле 1518 года в Гейдельбергском университете в Германии и был организован для обсуждения религиозных вопросов, связанных с доктриной грехопадения и спасения в рамках католической церкви.
Диспут был организован на инициативу Фридриха III, курфюрста Пфальцского, который был заинтересован в продвижении новых идей и обсуждении религиозных доктрин. Главным диспутантом со стороны католической церкви был Йохан Экк, доктор теологии и известный защитник догматических принципов церкви. Против него выступил Мартин Лютер, молодой преподаватель богословия, который вскоре стал иконой Реформации.
Основной темой диспута была доктрина о грехопадении и свободе воли человека. Мартин Лютер выступил с рядом тезисов, в которых он отстаивал идею, что человеческая воля затронута грехопадением и полностью подчинена Божьей воле. Эти тезисы, включая известный тезис о "рабстве воли", стали основой его учения и вызвали бурю обсуждений в теологическом мире.
Гейдельбергский диспут имел далеко идущие последствия для Реформации. Он поднял важные вопросы о сущности христианской веры, призвав к пересмотру традиционных учений церкви и созданию новой теологической парадигмы. Хотя Лютер был признан победителем диспута, его учение в конечном итоге привело к его отлучению от церкви и формированию протестантизма как отдельного направления христианства.
Сегодня Гейдельбергский диспут остается важным историческим событием, которое помогло сформировать современную христианскую теологию и оказало значительное влияние на развитие религиозной мысли в Европе. Его значения и последствия широко изучаются и обсуждаются как в рамках академического сообщества, так и среди верующих.